# Concierto para violonchelo en la mayor (Dvořák)
El Concierto para violonchelo y orquesta en la mayor, B. 10 es un concierto para violonchelo escrito por Antonín Dvořák en 1865. Dvořák alcanzó a escribir la parte del violonchelo solista sin la orquestación, y actualmente solo existe una reducción para piano escrita por él. Esta obra fue dedicada al violonchelista Ludevit Peer, quien se marchó de Praga en 1865, llevándose la partitura antes que Dvořák pudiera terminar la orquestación.

## Historia
Dvořák completó este primer concierto para violonchelo el 30 de junio de 1865, treinta años antes de su famoso concierto en si menor, Op. 104, cuando era violista en la Provisional Theatre Orchestra, en la que trabajó desde noviembre de 1862 hasta el verano de 1871. Si bien este concierto fue compuesto entre sus dos primeras sinfonías (la primera de ellas también extraviada luego de ser enviada a un concurso en Alemania en 1865) y el ciclo de canciones, Cypresses, no tiene relación “orquestal” con ellas, dado que solo escribió el acompañamiento para piano, con una duración de alrededor de ochenta minutos. Dvořák dedicó el concierto a su amigo Ludevit Peer, músico de la sección de violonchelos de la Provisional Theatre Orchestra. Peer era un gran violonchelista que había entrado a la orquesta cuando todavía no terminaba el conservatorio. Dvořák entregó el manuscrito del concierto a Peer antes de escribir la orquestación, sin embargo, su salida de Praga al final del verano de 1865, conllevó que el violonchelista se llevara la partitura consigo, haciendo que Dvořák nunca volviera a ver su obra. Cabe destacar lo curioso que resulta el hecho de que Dvořák haya escrito un concierto para violonchelo teniendo en cuenta su negativa visión de este instrumento como solista:

El violonchelo es un instrumento hermoso, pero su lugar está en la música orquestal y de cámara. Como solista no es muy bueno. Su registro medio es bueno –es verdad– pero sus agudos rechinan y sus bajos reverberan. El mejor instrumento solista es –después de todo– y será siempre el violín. También he escrito un concierto para violonchelo, pero hasta el día de hoy me arrepiento de haberlo hecho, y nunca tuve la intención de escribir otro. No habría escrito ese de no ser por el profesor Wihan. Me insistió y recordó hasta que lo hice. ¡Hasta el día de hoy me arrepiento!

El manuscrito no fue descubierto sino hasta después de la Primera Guerra Mundial, en 1925, por el compositor y musicólogo alemán Günter Raphael, quien orquestó y editó profundamente la obra a fines de la década de 1920, haciéndolo más suyo que de Dvořák. Raphael cambió la estructura del concierto para reducir su extensión, eliminando algunas partes y añadiendo otras de su propia composición. De esta versión se dijo «[en relación a sus muchas alteraciones] es más apropiado describirla como reformada y vuelta a componer». Por el contrario, el violonchelista Steven Isserlis, entusiasta defensor de la orquestación de Raphael, describe el concierto como «Más compacto que el original, la parte del violonchelo más lírica, la forma menos experimental; el objetivo de Raphael fue disciplinar este trabajo de estudiante a la vez de preservar el espíritu esencial de los primeros pensamientos de Dvořák». En esta versión, el concierto dura sobre una hora, siendo el primer y último movimientos los más largos con cerca de 25 minutos cada uno, mientras el segundo movimiento es corto y lento, con una duración de aproximadamente 8 minutos.
En la década de 1970, el músico experto en Dvořák, Jarmil Burghauser, editó el concierto. Él, junto al violonchelista Miloš Sádlo, preparó otra versión del concierto, recurriendo a grandes cambios solo al dejar que otros instrumentos de la orquesta interpretaran algunos pasajes del violonchelo que, en la versión de Dvořák, se suponía debían ser tocadas en forma continua. En general, esta edición fue ligera y se publicó en dos versiones: la original con reducción de piano (con los cortes correspondientes a la versión orquestal) y la orquestada por Burghauser, quien tomó la libertad de acortar el primer y tercer movimientos. Sobre este concierto, Jaroslav Holecek diría:

En realidad, esta composición de tres movimientos fluye sin interrupción. El compositor no fue totalmente exitoso en su intento de una gran obra sinfónica; hay una falta de balance en la forma y verbosidad en algunos lugares. No obstante, hay mucho más en la obra que mero interés histórico y –en pos de la justicia– hay que decir es un intento atractivo y osado de producir una composición concertante para el violonchelo, hasta entonces descuidado como instrumento solista por grandes compositores. La partitura muestra que Dvořák era perfectamente consciente del potencial técnico y sonoro del instrumento, e incluso ahora el concierto no falla en fascinar con su emocional vigor e inventiva línea melódica.

Actualmente el manuscrito se encuentra en el Museo Británico de Londres. Las tres versiones del concierto están disponibles para ser escuchadas, ya que hay dos grabaciones disponibles de la discográfica Supraphon (la original y la de Burghauser), además de la continua representación del violonchelista Steven Isserlis del concierto de Raphael.

## Grabaciones
- CPO
  - Ramon Jaffé, violonchelo. Orquesta Filarmónica del Estado del Rin. Versión de Jarmil Burghauser.
- Supraphon
  - Jiří Bárta, violonchelo; Jan Čech, piano. Versión original para violonchelo y piano de Dvořák. Duración: 55'48''.[12]
  - Miloš Sádlo, violonchelo. Orquesta Filarmónica Checa. Václav Neumann, director. Versión orquestada por Jarmil Burghauser. Duración: 33'19''.[13]
- Koch Classics
  - Werner Thomas-Mifune, violonchelo. Versión de Jarmil Burghauser.